# Jason Petkovic
Jason Petkovic, né le 7 décembre 1972 à Perth (Australie-Occidentale), est un joueur australien de football d'origine serbe, et le frère de Michael Petkovic.

## Carrière
Il a joué en tant que gardien de but pour Perth Glory FC en Championnat d'Australie de football où il a gagné deux championnats en 2003 et 2004. Petkovic a également effectué des périodes d'essai non concluantes sous les couleurs de Southampton Football Club et Rosenborg BK avant de rejoindre Adélaïde City FC.